# Karin Rabhansl

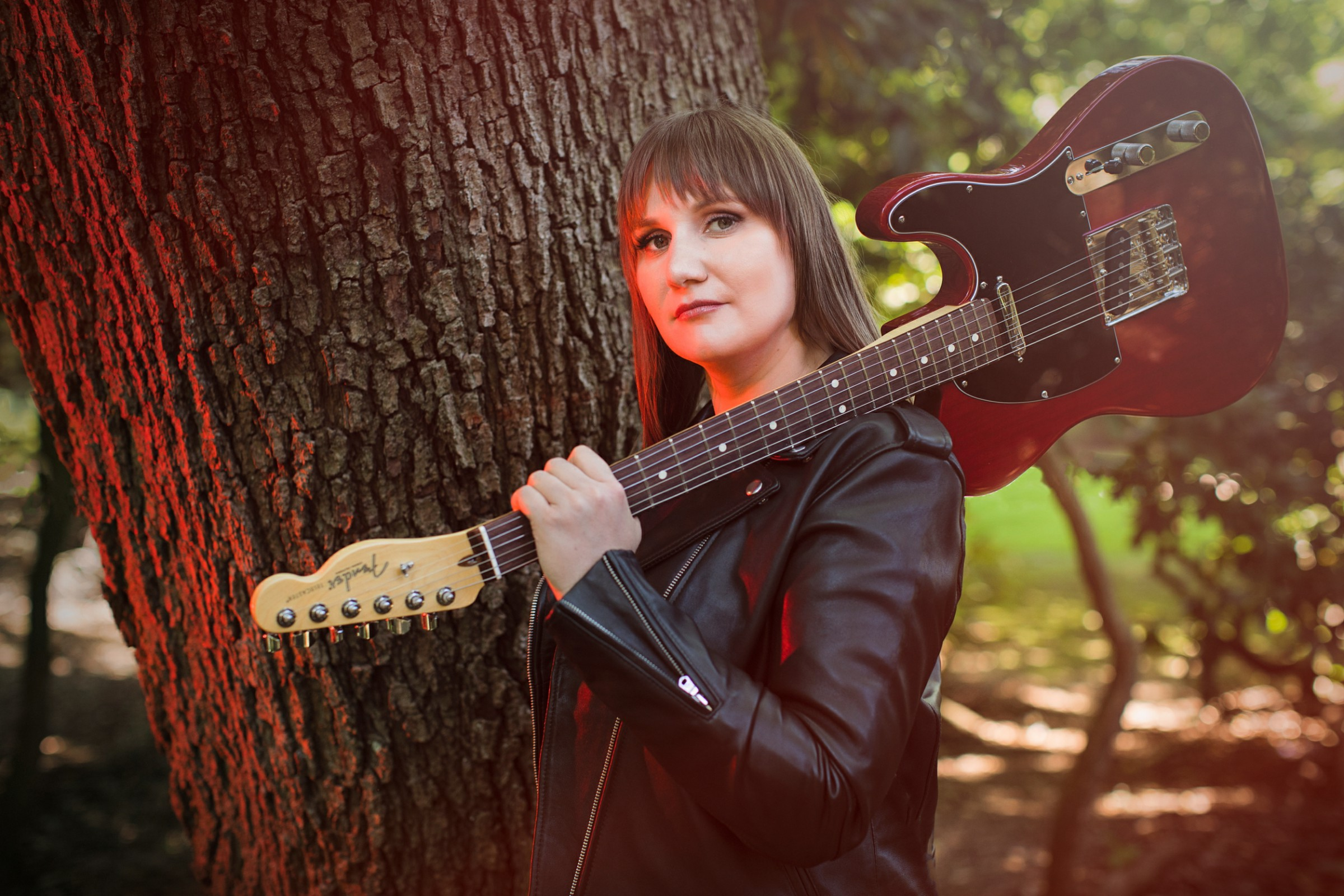
Karin Rabhansl – Fotosession zum Album Tod & Teufel (2018) in Hamburg.

Karin Rabhansl (* 23. Dezember 1986 in Hutthurm) ist eine deutsche Liedermacherin aus Niederbayern.
Die Gitarristin, Bassistin und Sängerin tritt solo und mit ihrer Band auf. Sie singt eigene Lieder in bayerischer Mundart und auf Hochdeutsch.

## Werdegang

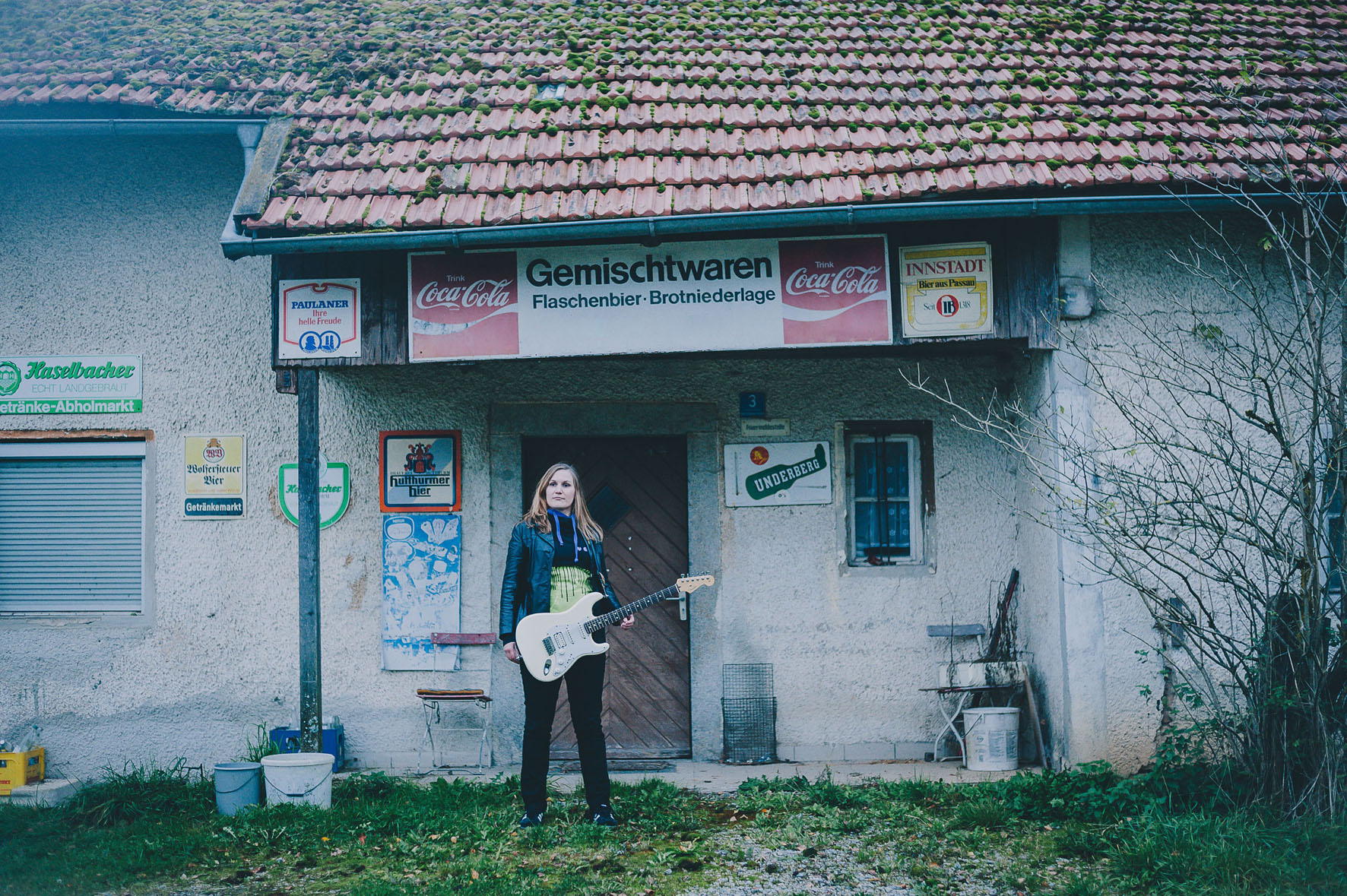
Promofoto zum Anna-Album aus dem Jahr 2015

Karin Rabhansl wuchs in dem Dorf Trautmannsdorf in der Nähe von Passau auf. Im Alter von acht Jahren begann sie, Gitarre zu spielen. Von 2006 bis 2009 besuchte sie die Berufsfachschule für Musik in Dinkelsbühl.
2011 erschien im Eigenvertrieb ihre erste CD Mogst schmusn, mia wad’s wurscht, die in Berlin, Nürnberg und Passau aufgenommen wurde.
Im Frühjahr 2011 tourte Karin Rabhansl im Vorprogramm von Mathias Kellner durch Deutschland. Im selben Jahr gründete die Sängerin die Karin Rabhansl Band, um künftig nicht mehr nur allein unterwegs zu sein.
Es folgten Konzerte und Festivalauftritte im deutschsprachigen Raum unter anderem mit LaBrassBanda, Stefan Dettl, Wolfgang Ambros, HMBC, Grossstadtgeflüster, Ja, Panik, Heino, Agnostic Front, Schmidbauer/Kälberer, Weißwurscht is und Keller Steff.
2013 erschien die zweite CD Singa, auf der (bis auf das Titelstück) erstmals ihre Band zu hören ist.
2015 folgte das dritte Studioalbum Anna, auf dem Rabhansl im Wechsel solo, mit ihrer Band und mit Gästen zu hören ist. Unter anderem findet sich auf der Platte mit Berlin erstmals eine rein elektronische Nummer (featuring Peter Wölpl und Oli Rubow). Weitere Kooperationen auf Anna sind die Piano-Ballade Letzte Chance (mit Martin Kälberer) und eine Neuaufnahme von Mogst schmusn, mia wad’s wurscht als Duett mit Stefan Dettl. Stilistisch immer noch Pop, reichen die Einflüsse in den Liedern von klassischer Liedermacherei über Blues bis Punk.
Im Dezember 2016 erschien die Online-Single A Woch' vor Weihnachten. In dem dazugehörigen Musikvideo spielen Matthias Egersdörfer und das Theater Zwangsvorstellung mit.
Im Herbst 2018 erschien das vierte Studioalbum Tod & Teufel, das musikalisch härter und textlich düsterer ausfällt als frühere Werke. In den 13 Liedern geht es unter anderem um Alkoholismus, Schuld, Einsamkeit und um das Alter, um Lykanthropie und Irrlichter, um Stalker, Organhandel sowie um Tod und Teufel.
Februar 2023 erschien das fünfte Studioalbum Rodeo, auf dem Rabhansl erstmals Bass spielt. Das Albumcover zeigt einen Ausschnitt aus dem Linolschnitt „Spring oder lass es sein“ (2008) des Bildhauers Christian Rösner.
Seit September 2011 gibt es – parallel zu den Solo-Auftritten – die Karin Rabhansl Band.

## Trivia
- Die Sängerin und ihre Band treten meist in bunten Ringelstrümpfen auf.[3]
- Singa (2013) ist das einzige Album, das unter dem Titel beziehungsweise mit dem Zusatz Karin Rabhansl Band erschienen ist.
- Zusammen mit der Pianistin Julia „Jules“ Fischer hat Karin Rabhansl das Duo Fischer&Rabe.[4]
- Karin Rabhansl spielt E-Gitarre in der Punk-Band Pets.[5]

## Diskografie

### Alben
- 2011: Mogst schmusn, mia wad’s wurscht (Eigenproduktion)
- 2013: Singa (F.A.M.E. Recordings/Sony Music)
- 2015: Anna (Donnerwetter Musik/Cargo)
- 2018: Tod & Teufel (Donnerwetter Musik/Cargo)
- 2023: Rodeo (Donnerwetter Musik/Cargo)

### Singles
- 2013: I dad de (CD-Single)
- 2016: A Woch' vor Weihnachten (CD-Single)
- 2018: Wenn I doad bin (7"-Single)

### Fischer&Rabe
- 2024: LIVE – without feathers&scales (Eigenvertrieb)

### Compilations
- 2012: Alpenpower Bayern de Zwoate (mit Arbeitsamt)
- 2013: Protestsongcontest 2008 bis 2013 (mit Arbeitsamt)
- 2014: BR-Heimatsound (mit Hoit’s mei)
- 2014: Straßenkreuzer-CD 13: "Lauschgift – die fandasdischn Mir" (mit Spiderman)
- 2014: Weida Mitanand (Cpt. Nepomuk’s Friendly Heart Choir Club) (mit I dad de)
- 2014: Alpenpower Bayern 3 (mit Schau da d’Welt a)
- 2016: Heimatsound Vol. 3 (mit War des ois)
- 2016: Alpenpower Bayern 4 (mit Darenn de ned)
- 2020: La Lotta Continua (mit Auseinander)

### Kollaborationen
- 2020: Claudia Koreck Allstar Band – Auf bessere Zeiten
- 2022: Kellerkommando feat. Karin Rabhansl – Wer Waass
- 2024: John Steam Jr. feat. Karin Rabhansl – Drinkin' (Holly Williams Cover)